# Le Silence de Malka
Le Silence de Malka (castillan : El silencio de Malka) est une bande dessinée dessinée par l'Espagnol Ruben Pellejero et scénarisée par l'Argentin Jorge Zentner publiée en 1994 dans la revue Viñetas (es) et recueillie en album l'année suivante par Glénat España. Sa traduction française, parue dans (À suivre) en 1995 et reprise en album chez Casterman en 1996 a obtenu l'Alph-Art du meilleur album étranger au festival d'Angoulême 1997. Inspirée par l'histoire des grands-parents de Zentner, elle évoque les migrations vers l'Amérique du Sud de Juifs ashkénazes fuyant des pogroms au début du XXe siècle, tout en introduisant de nombreux éléments magiques (golem, prophète Élie, etc.).

## Récompenses
- 1997 :  Alph-Art du meilleur album étranger au festival d'Angoulême[1]

### Documentation
- Benoît Mouchart, « Le Silence de Malka », dans Primés à Angoulême, Angoulême : Éditions de l'An 2, 2003, p. 84-85.
- Paul Gravett (dir.), « De 1990 à 1999 : Le Silence de Malka », dans Les 1001 BD qu'il faut avoir lues dans sa vie, Flammarion, 2012 (ISBN 2081277735), p. 608.